# Liste der Baudenkmäler in Buxheim (Oberbayern)

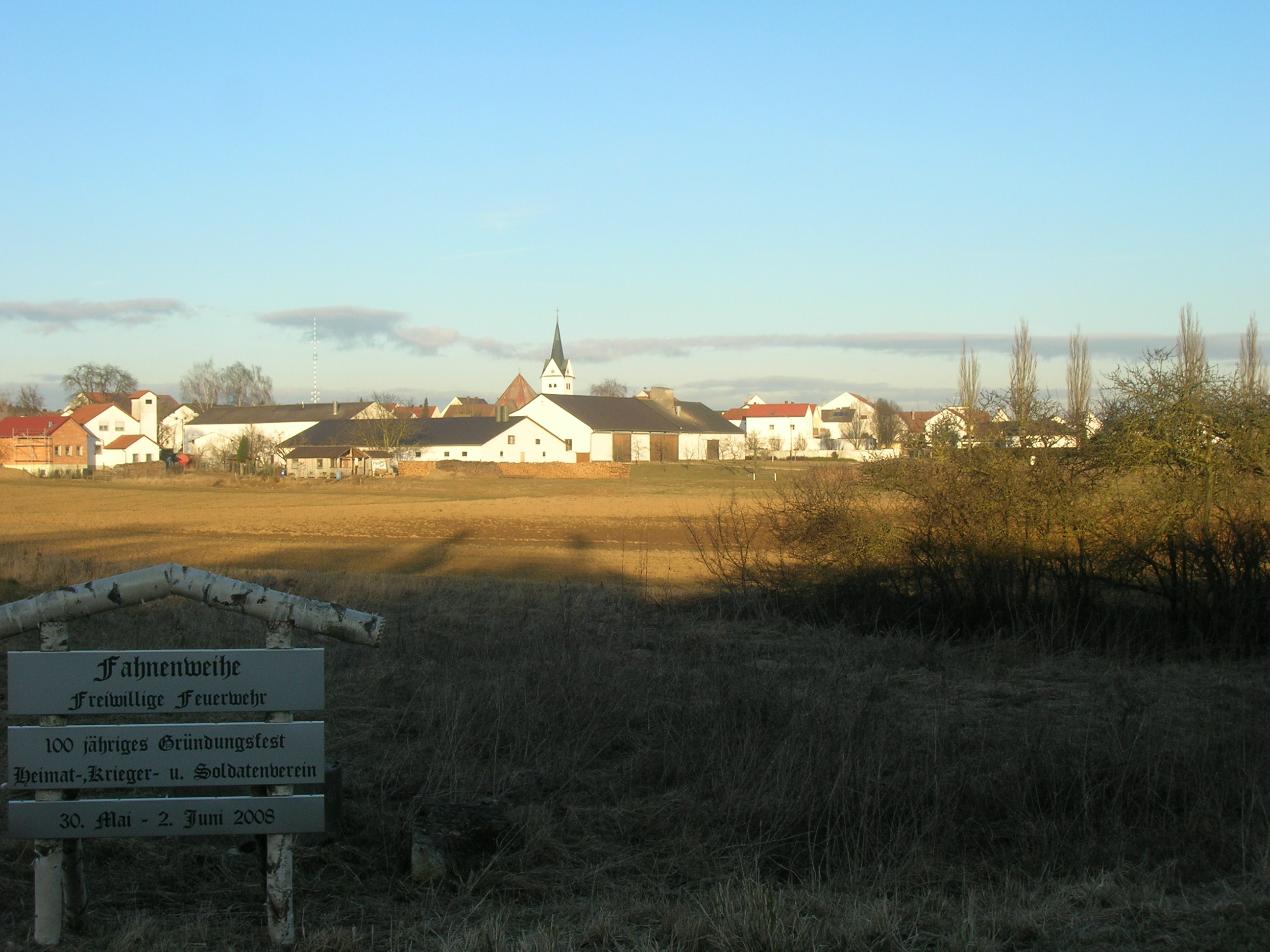
Blick auf Tauberfeld

Auf dieser Seite sind die Baudenkmäler in der oberbayerischen Gemeinde Buxheim zusammengestellt. Diese Tabelle ist eine Teilliste der Liste der Baudenkmäler in Bayern. Grundlage ist die Bayerische Denkmalliste, die auf Basis des Bayerischen Denkmalschutzgesetzes vom 1. Oktober 1973 erstmals erstellt wurde und seither durch das Bayerische Landesamt für Denkmalpflege geführt wird. Die folgenden Angaben ersetzen nicht die rechtsverbindliche Auskunft der Denkmalschutzbehörde.

## Baudenkmäler nach Ortsteilen

### Buxheim
| Lage                                                              | Objekt                                  | Beschreibung | Akten-Nr.              | Bild |
| ----------------------------------------------------------------- | --------------------------------------- | --- | ---------------------- | --- |
| Am Anger (bei Nr. 1) (Standort)                                   | Wegkapelle                              | wohl 19. Jahrhundert, erneuert; bei Am Anger 1 | D-1-76-118-1 Wikidata  | [[Vorlage:Bilderwunsch/code!/C:48.80365,11.2897!/D:Am Anger (bei Nr. 1), Wegkapelle!/\|BW]]                                    |
| Dorfplatz 1 (Standort)                                            | Katholische Pfarrkirche St. Michael     | dreischiffige neubarocke Hallenkirche, Neubau von Hans Schurr, 1910; Turmerdgeschoss um 1340, Aufbau wohl von Johann Baptist Camesino, um 1685; mit Ausstattung; Einfriedungsmauer des Friedhofs, um 1910; im Friedhof großer nachgotischer Bildstock (Leonhardisäule), 1596 | D-1-76-118-2 Wikidata  | weitere Bilder |
| Dorfplatz 2 (Standort)                                            | Bischöflicher Wappenstein               | bezeichnet mit 1729; in die Fassade eingelassen | D-1-76-118-3 Wikidata  | BW |
| Dorfplatz 9 (Standort)                                            | Bauernhof                               | Wohnhaus, breitgelagerter, zweigeschossiger Flachsatteldachbau mit Putzgliederung und neugotischer Haustür, segnender Christus als Hausfigur, um 1860/70; ehemaliger Rossstall, zweigeschossiger Flachsatteldachbau mit Kniestock, der Stall mit böhmischen Kappen auf Sandsteinsäulen, bez. 1865                                                                                                  | D-1-76-118-32          | BW |
| Eitensheimer Straße 37 (Standort)                                 | Wegkapelle                              | 19. Jahrhundert, stark erneuert | D-1-76-118-4 Wikidata  | BW |
| Gabelstraße ()                                                    | Bildstock                               | Kalksteinpfeiler, bezeichnet mit 1604 nicht nachqualifiziert, im BayernViewer-denkmal nicht kartiert | D-1-76-118-7 Wikidata  | |
| Gabelstraße 17 ()                                                 | Wegkapelle                              | mit Fensterrosette über dem Portal, Mitte 19. Jh.; mit Ausstattung | D-1-76-118-6           | |
| Kirchenring 13 (Standort)                                         | Pfarrhof                                | Ehemaliger Pfarrstadel, jetzt Gemeindezentrum, zweigeschossiger Flachsatteldachbau mit Kalkplattendach und zwei Erkern an der Nordseite, 1613, in den späten 1980er Jahren umgebaut; südlich angeschlossen ehemalige Pfarrstallungen, jetzt Gemeindezentrum, langer zweigeschossiger Trakt mit Kalkplattendach, wohl 1687; Einfriedungsmauer des Pfarrhofs im Osten und Süden, 18./19. Jahrhundert | D-1-76-118-12 Wikidata | BW |
| Tauberfelder Straße (an der Abzweigung des Lindlweges) (Standort) | Wegkapelle                              | Wegkapelle, 18. Jahrhundert | D-1-76-118-13 Wikidata | [[Vorlage:Bilderwunsch/code!/C:48.80578,11.28854!/D:Tauberfelder Straße (an der Abzweigung des Lindlweges), Wegkapelle!/\|BW]] |
| Wolkertshofener Straße (Standort)                                 | Wegkreuz                                | Wegkreuz, Kalksteinpfeiler mit tabernakelartigem Abschluss und eisernem Kruzifix, bezeichnet 1876 | D-1-76-118-17 Wikidata | BW |
| Wolkertshofener Straße ()                                         | Bildstock                               | Kalksteinpfeiler, bezeichnet mit 1609 nicht nachqualifiziert, im BayernViewer-denkmal nicht kartiert | D-1-76-118-16 Wikidata | |
| Wolkertshofener Straße 5 (Standort)                               | Ehemals Benefiziatenhaus                | Geschlossene Hofanlage; Wohnhaus, zweigeschossiger Flachsatteldachbau mit Kalkplattendach und Aufzugsgiebel, 1714 erbaut; erdgeschossiger Stadel, massiv, mit Kalkplatten, 1714, Dachstuhl, Mitte 19. Jahrhundert; Hofmauer und Tor, Ende 19. Jahrhundert | D-1-76-118-15 Wikidata | BW |
| Wolkertshofener Straße 5 (Standort)                               | Bildstock                               | Bildstock in der Nähe des ehemaligen Benefiziatenhauses | D-1-76-118-15 Wikidata | BW |
| Eitensheimer Straße ()                                            | Wegkreuz                                | Kalksteinpfeiler mit eisernem Kruzifix, bez. 1855 | D-1-76-118-5           | |
| Feldberg, Nähe Lohweg ()                                          | Wegkreuz                                | gusseisernes Kruzifix auf Kalksteinsockel, 19. Jh. (Kreuz erneuert). | D-1-76-118-11          | |
| Holzwegäcker ()                                                   | Wegkreuz                                | Kalksteinpfeiler in Form einer klassizistischen Grabstele, mit eisernem Kruzifix, bez. 1883 | D-1-76-118-9           | |
| Stabwiesäcker ()                                                  | Wegkreuz                                | Kalksteinobelisk mit eisernem Kruzifix, bez. 1883 | D-1-76-118-8           | |
| Steingrubenäcker ()                                               | Kapellenbildstock (außerhalb des Ortes) | gemauert, 19. Jh., erneuert; auf der Höhe | D-1-76-118-14          | |

### Reinboldsmühle
| Lage                                                    | Objekt            | Beschreibung | Akten-Nr.              | Bild |
| ------------------------------------------------------- | ----------------- | --- | ---------------------- | --- |
| Kapellenäcker (Standort)                                | Kapellenbildstock | Mitte 19. Jahrhundert; auf dem "Eis"                                                                                                  | D-1-76-118-20 Wikidata | BW |
| Sandbuck (nördlich der Straße bei Sandgrube) (Standort) | Bildstock         | Kalksteinpfeiler mit eisernem Kruzifix, zweite Hälfte 19. Jahrhundert                                                                 | D-1-76-118-19 Wikidata | [[Vorlage:Bilderwunsch/code!/C:48.7937,11.3099!/D:Sandbuck (nördlich der Straße bei Sandgrube), Bildstock!/\|BW]] |
| Gedenkstein ()                                          | Gedenkstein       | zur Erinnerung an die Römerstraße, um 1860; an der Abzweigung Pfahlhof nicht nachqualifiziert, im BayernViewer-denkmal nicht kartiert | D-1-76-118-18 Wikidata | |

### Tauberfeld
| Lage                                   | Objekt                              | Beschreibung | Akten-Nr.              | Bild                                                                                                  |
| -------------------------------------- | ----------------------------------- | --- | ---------------------- | --- |
| Kirchplatz (Standort)                  | Kapellenbildstock                   | um 1900 | D-1-76-118-23 Wikidata | BW |
| Kirchplatz 2 (Standort)                | Einfriedung                         | Teile der Ummauerung des Zehentmaierhofes, Nordost- und Ostseite mit Stützpfeiler, 17./18. Jahrhundert, im Kern mittelalterlich | D-1-76-118-22 Wikidata | Einfriedung                                                                                           |
| Kirchplatz 3 (Standort)                | Katholische Filialkirche St. Martin | Saalbau mit Walmdach, erbaut 1629, erneuert 1901, nach Westen erweitert und umorientiert 1948, Turm mittelalterlich; mit Ausstattung; neobarocke Grabsteine Stark und Funk, vermutlich im 20. Jahrhundert erneuert, im Friedhof; Martinssäule, 1854, vermutlich 1990 erneuert, im Friedhof | D-1-76-118-21 Wikidata | weitere Bilder                                                                                        |
| Pietenfelder Straße 4 (Standort)       | Hofkapelle                          | um 1900 | D-1-76-118-24 Wikidata | BW |
| Volchlinstraße (vor Nr. 28) (Standort) | Kreuzstein                          | 1488 nicht nachqualifiziert, im BayernViewer-denkmal nicht kartiert | D-1-76-118-25 Wikidata | [[Vorlage:Bilderwunsch/code!/C:48.820969,11.279851!/D:Volchlinstraße (vor Nr. 28), Kreuzstein!/\|BW]] |
| Volchlinstraße 30 (Standort)           | Kapellenbildstock                   | Anfang 20. Jahrhundert | D-1-76-118-26 Wikidata | BW |
| Am Kräuterweg (Standort)               | Wegkreuze                           | drei Holzkreuze mit geschnitzten Inschriften, 19. Jahrhundert, in jüngerer Zeit erneuert; an der Bundesstraße 13 | D-1-76-118-30 Wikidata | BW |
| Die Moossaziel (Standort)              | Pankratiussäule                     | Steinpfeiler mit Laterne, Ende 19. Jahrhundert, Sockel mit Inschrift, 1956 erneuert; im Pankratiuswald | D-1-76-118-27 Wikidata | BW |
| Kräuterstraße (Standort)               | Grenzstein                          | in Obeliskform, bezeichnet mit 1818, in jüngerer Zeit erneuert; an der Bundesstraße 13, bei den drei Kreuzen | D-1-76-118-31 Wikidata | BW |
| südöstlich im Feld ()                  | Wegkreuz                            | Sandstein, auf Sockel, 1888, erneuert 1966 nicht nachqualifiziert, im BayernViewer-denkmal nicht kartiert | D-1-76-118-28 Wikidata | |
| südöstlich im Wald ()                  | Wegkreuz                            | Sandstein, auf Sockel, 1888, erneuert 1966 nicht nachqualifiziert, im BayernViewer-denkmal nicht kartiert | D-1-76-118-29 Wikidata | |